# Білл Мосієнко
Білл Мосієнко (англ. Bill William Mosienko; 2 листопада 1921, Вінніпег, Манітоба — 9 липня 1994, Вінніпег, Манітоба) — канадський хокеїст українського походження.
Відомий своїм рекордом, забивши три шайби за 21 секунду. Це сталося 23 березня 1952 року у «Медісон-сквер-гарден», коли його «Чикаго Блек Гокс» на виїзді обіграли «Нью-Йорк Рейнджерс». Сьогодні в Залі слави зберігаються його ключка та ті ж три шайби. Цей рекорд не побито і по цей день.

## Життєпис
Вільям (Білл) Мосієнко народився у Вінніпезі 2 листопада 1921 року в багатодітній емігрантській сім'ї, вихідців з України. Його батько працював на котельні в Тихоокеанській залізниці, а мати була домогосподаркою та виховувала 14 дітей (10 хлопчаків і 4 дочок). Родина Мосієнків замешкала на півночі Вінніпегу, тож сини мали чимало простору та місцин для заняття спортом. Уже в 10 років Вільм досконало освоїв ковзани і записався до хокейної секції місцевої школи і чимало часу проводив, ганяючи шайбу на ковзанках та пустощах віддаленого присілку Вінніпегу.
Життя і гокейна кар'єра Мосієнка були звичними для тогочасної української еміграції, а саме її другої хвилі. Коли батьки-українці, важко працюючи на робітніх професіях, намагалися долучити своїх дітей до звичного канадійцям укладу, який складався з відвідин школи та участі в спортивних секціях. Спорт був головною розвагою та шансом добитися успіху в майбутньому. От і Вільям Мосієнко скористався своїм шансом у житті.
Білл Мосієнко помер у рідному місті в 72-річному віці від раку. Його ім'я носить одна з найбільших тренувальних арен міста, яка зокрема була тренувальною базою жіночого чемпіонату світу з футболу 2015 року.

## Нагороди та досягнення
- Пам'ятний трофей Леді Бінг — 1945.
- Учасник матчу усіх зірок НХЛ — 1947, 1949, 1950, 1952, 1953.

## Статистика
| Сезон        | Клуб                    | Ліга            | Регулярний сезон | Регулярний сезон | Регулярний сезон | Регулярний сезон | Регулярний сезон | Плей-оф | Плей-оф | Плей-оф | Плей-оф | Плей-оф |
| Сезон        | Клуб                    | Ліга            | І                | Г                | П                | О                | ШХ               | І       | Г       | П       | О       | ШХ      |
| ------------ | ----------------------- | --------------- | ---------------- | ---------------- | ---------------- | ---------------- | ---------------- | ------- | ------- | ------- | ------- | ------- |
| 1939–40      | «Вінніпег Монархс»      | МЮХЛ            | 24               | 21               | 8                | 29               | 14               | 7       | 8       | 3       | 11      | 2       |
| 1940–41      | «Провіденс Редс»        | АХЛ             | 36               | 14               | 19               | 33               | 8                | —       | —       | —       | —       | —       |
| 1940–41      | «Канзас-Сіті Амеріканс» | АХА             | 7                | 2                | 2                | 4                | 0                | 8       | 4       | 1       | 5       | 2       |
| 1941–42      | «Канзас-Сіті Амеріканс» | АХА             | 33               | 12               | 19               | 31               | 9                | —       | —       | —       | —       | —       |
| 1941–42      | Чикаго Блек Гокс        | НХЛ             | 11               | 6                | 8                | 14               | 4                | 3       | 2       | 0       | 2       | 0       |
| 1942–43      | Чикаго Блек Гокс        | НХЛ             | 2                | 2                | 0                | 2                | 0                | —       | —       | —       | —       | —       |
| 1942–43      | «Квебек Ейсес»          | КвХЛ            | 8                | 5                | 3                | 8                | 2                | 4       | 2       | 2       | 4       | 2       |
| 1943–44      | Чикаго Блек Гокс        | НХЛ             | 50               | 32               | 38               | 70               | 10               | 8       | 2       | 2       | 4       | 6       |
| 1944–45      | Чикаго Блек Гокс        | НХЛ             | 50               | 28               | 26               | 54               | 0                | —       | —       | —       | —       | —       |
| 1945–46      | Чикаго Блек Гокс        | НХЛ             | 40               | 18               | 30               | 48               | 12               | 4       | 2       | 0       | 2       | 2       |
| 1946–47      | Чикаго Блек Гокс        | НХЛ             | 59               | 25               | 27               | 52               | 2                | —       | —       | —       | —       | —       |
| 1947–48      | Чикаго Блек Гокс        | НХЛ             | 40               | 16               | 9                | 25               | 9                | —       | —       | —       | —       | —       |
| 1948–49      | Чикаго Блек Гокс        | НХЛ             | 60               | 17               | 25               | 42               | 6                | —       | —       | —       | —       | —       |
| 1949–50      | Чикаго Блек Гокс        | НХЛ             | 69               | 18               | 28               | 46               | 10               | —       | —       | —       | —       | —       |
| 1950–51      | Чикаго Блек Гокс        | НХЛ             | 65               | 21               | 15               | 36               | 18               | —       | —       | —       | —       | —       |
| 1951–52      | Чикаго Блек Гокс        | НХЛ             | 70               | 31               | 22               | 53               | 10               | —       | —       | —       | —       | —       |
| 1952–53      | Чикаго Блек Гокс        | НХЛ             | 65               | 17               | 20               | 37               | 8                | 7       | 4       | 2       | 6       | 7       |
| 1953–54      | Чикаго Блек Гокс        | НХЛ             | 65               | 15               | 19               | 34               | 17               | —       | —       | —       | —       | —       |
| 1954–55      | Чикаго Блек Гокс        | НХЛ             | 64               | 12               | 15               | 27               | 24               | —       | —       | —       | —       | —       |
| 1955–56      | «Вінніпег Ворріорс»     | ЗХЛ             | 64               | 22               | 23               | 45               | 37               | 14      | 6       | 12      | 18      | 4       |
| 1955–56      | «Вінніпег Ворріорс»     | Кубок Единбургу | —                | —                | —                | —                | —                | 6       | 6       | 3       | 9       | 6       |
| 1956–57      | «Вінніпег Ворріорс»     | ЗХЛ             | 61               | 27               | 26               | 53               | 25               | —       | —       | —       | —       | —       |
| 1957–58      | «Вінніпег Ворріорс»     | ЗХЛ             | 65               | 38               | 36               | 74               | 43               | 7       | 1       | 0       | 1       | 6       |
| 1958–59      | «Вінніпег Ворріорс»     | ЗХЛ             | 63               | 42               | 46               | 88               | 55               | 7       | 1       | 3       | 4       | 10      |
| Усього в НХЛ | Усього в НХЛ            | Усього в НХЛ    | 710              | 258              | 282              | 540              | 121              | 22      | 10      | 4       | 14      | 15      |